# خوان أكوستا
خوان أكوستا (بالإسبانية: Juan Acosta)‏ هو منافس ألعاب قوى تشيلي، (ولد في سانتياغو في تشيلي 1907 – 1994 م).

## وصلات خارجية
- خوان أكوستا على موقع الاتحاد الدولي لألعاب القوى (الإنجليزية)
- خوان أكوستا على موقع أوليمبيديا (الإنجليزية)